# Johan Israel Torpadius
Johan Israel Torpadius, född 1722 i Stockholm, död där 11 augusti 1760, var en svensk rådman och författare. Han var son till Elias Torpadius och halvbror till Carl Torpadius. 
Han var ledamot av Tankebyggarorden, i vars Våra försök (del 1-3, 1753-1755) hans bidrag i första delen bär signaturen L-m. Åtskilliga av hans verser återfinns i den omarbetade upplagan av denna samling, som utgavs 1759-1762. De finns sedan samlade i Svenska Parnassen 1786, och bland dem finns frivola småpoem och moralsatiren Hjeltars ära.
Torpadius var också en aktiv medlem av Frimurarorden och grundade 1754 i Stockholm S:t Eriks loge, och var dess förste stormästare.